# 水戸ステーション開発
水戸ステーション開発株式会社（みとステーションかいはつ）とは、水戸駅の駅ビルを運営している東日本旅客鉄道（JR東日本）グループ、株式会社アトレの子会社（JR東日本連結子会社）である。

## 運営ビル
これら各施設における2016年度の売上高合計は、15,064百万円となっている

### 水戸駅
エクセル（EXCEL）
「エクセル」（EXCEL）は、水戸駅北口にある駅ビル。店舗所在地および営業部は、本店所在地と同一。
エクセルみなみ
「エクセルみなみ」は、水戸駅南口にある駅ビル。

## かつての運営ビル

### 土浦駅
土浦駅ビル「ウイング」（WING）
「ウイング」（WING）は、かつて常磐線の土浦駅にあった駅ビル。店舗所在地および営業部は、茨城県土浦市有明町1番30号。地上6階地下1階建てで6階はビル事務所。JR東日本が施設を設置し、土浦ステーション開発株式会社（合併により2003年4月からは水戸ステーション開発株式会社）が運営していた。
1983年に開館し、、開館後3度の改装を行っている。1990年3月には全館、1997年2月には地下階、2004年11月には地下から2階を、それぞれ改装している。2008年7月13日をもって閉館し、水戸ステーション開発株式会社による営業が終了。
同年9月より、1年間の改装工事を実施。改装に際しては、包括的業務提携先であるイオンモール株式会社とコンサルティング業務を委託している。2009年（平成21年）7月24日に、イオンモールが受託運営する「ペルチ土浦」（perch）として開館、2018年（平成30年）3月29日に「プレイアトレ土浦」に改称、部分開館。

### いわき駅
いわき駅ビル
「いわき駅ビル」は、いわき駅にある駅ビル。店舗所在地は、福島県いわき市平字田町1番地。2007年9月30日まで営業していた旧駅ビルの「ヤンヤン」に代わり、2009年6月19日に第1期開業した。土産店やコーヒーショップ等を中心に10店舗で構成。2010年春に、駅前再開発に合わせて開館した。
いわき駅南口開発計画に伴うリニューアル工事のため2020年8月31日に閉館。2023年1月15日に運営会社を仙台ターミナルビルに変え「S-PALいわき」として開館した。

## 沿革
- 1983年 4月 - 水戸ステーション開発株式会社を設立。
- 1985年3月24日 - 水戸駅ビル「エクセル」を開館。
- 2003年 4月 - 土浦ステーション開発株式会社を吸収合併。
- 2008年7月13日 - 土浦駅ビル「ウイング」を閉館。
- 2009年6月19日 - いわき駅ビルの「いわき駅ビル」を開館。
- 2015年4月1日 - JR東日本保有株式が同グループの株式会社アトレに移管され、同社子会社に異動、SC関連の資産を同社に譲渡し、SC事業については運営だけを行う企業となる。
- 2020年8月31日 - いわき駅ビル「いわき駅ビル」を閉館。